# Reticulaphis mirabilis
Reticulaphis mirabilis är en insektsart. Reticulaphis mirabilis ingår i släktet Reticulaphis och familjen långrörsbladlöss. Inga underarter finns listade i Catalogue of Life.